# Миронова, Ирина Геннадьевна
Ирина Геннадьевна Миронова (2 августа 1982, Москва) — российская футболистка, полузащитник.

## Карьера
Воспитанница футбольного клуба «Чертаново». Далее выступала за футбольный клуб — московская «Диана».
В 2001 году перешла в тольяттинскую «Ладу».
В межсезонье 2002/03 приняла приглашение клуба «Надежда» Ногинск для участия в турнире «Дружба-2003», который вместе с командой и выиграла.
С сезона 2004 года выступала за «Приалит» Реутово.

## Достижения
командные
- Чемпионат России по футболу среди женщин
  - серебряный призёр (2): 2002, 2003
- Кубок России по футболу среди женщин
  - победитель (2): 2002, 2003

## Матчи за сборную России
| № | Дата       | Соперник  | Матч          | Счет | Сыграно минут | Забито мячей | Примечание |
| - | ---------- | --------- | ------------- | ---- | ------------- | ------------ | ---------- |
| 1 | 29.09.2002 | США       | Кубок Америки | 1:5  | 67'           | —            | [ 4 ]      |
| 2 | 02.10.2002 | Италия    | Кубок Америки | 2:1  | 82'           | —            | [ 4 ]      |
| 3 | 06.10.2002 | Австралия | Кубок Америки | 0:2  | 73'           | —            | [ 4 ]      |
| 4 | 14.05.2004 | Чертаново | Тренировка    | 5:2  | ?             | Гол          | [ 5 ]      |

## Примечание
1. ↑  И.Миронова. womenfootball.ru. Дата обращения: 1 апреля 2005.
2. ↑  С.В. Игнатов. Календарь-справочник "Надежда". — Ногинск, 2003. — 60 с. — 100 экз.
3. ↑  2004 год. wfclada.vaz.ru. Архивировано 5 августа 2016. Дата обращения: 1 декабря 2004.
4. ↑  2002 Nike US Women's Cup. womenfootball.ru. Архивировано 16 мая 2021. Дата обращения: 10 октября 2002.
5. ↑  Сборная Россия готовиться к встрече с француженками. womenfootball.ru. Архивировано 13 мая 2007. Дата обращения: 15 мая 2004.